# بلگ
بلگ (به آلمانی: Belg) یک شهر در آلمان است که در راین-هونسروک واقع شده‌است. بلگ ۱۴۹ نفر جمعیت دارد.

## نگارخانه

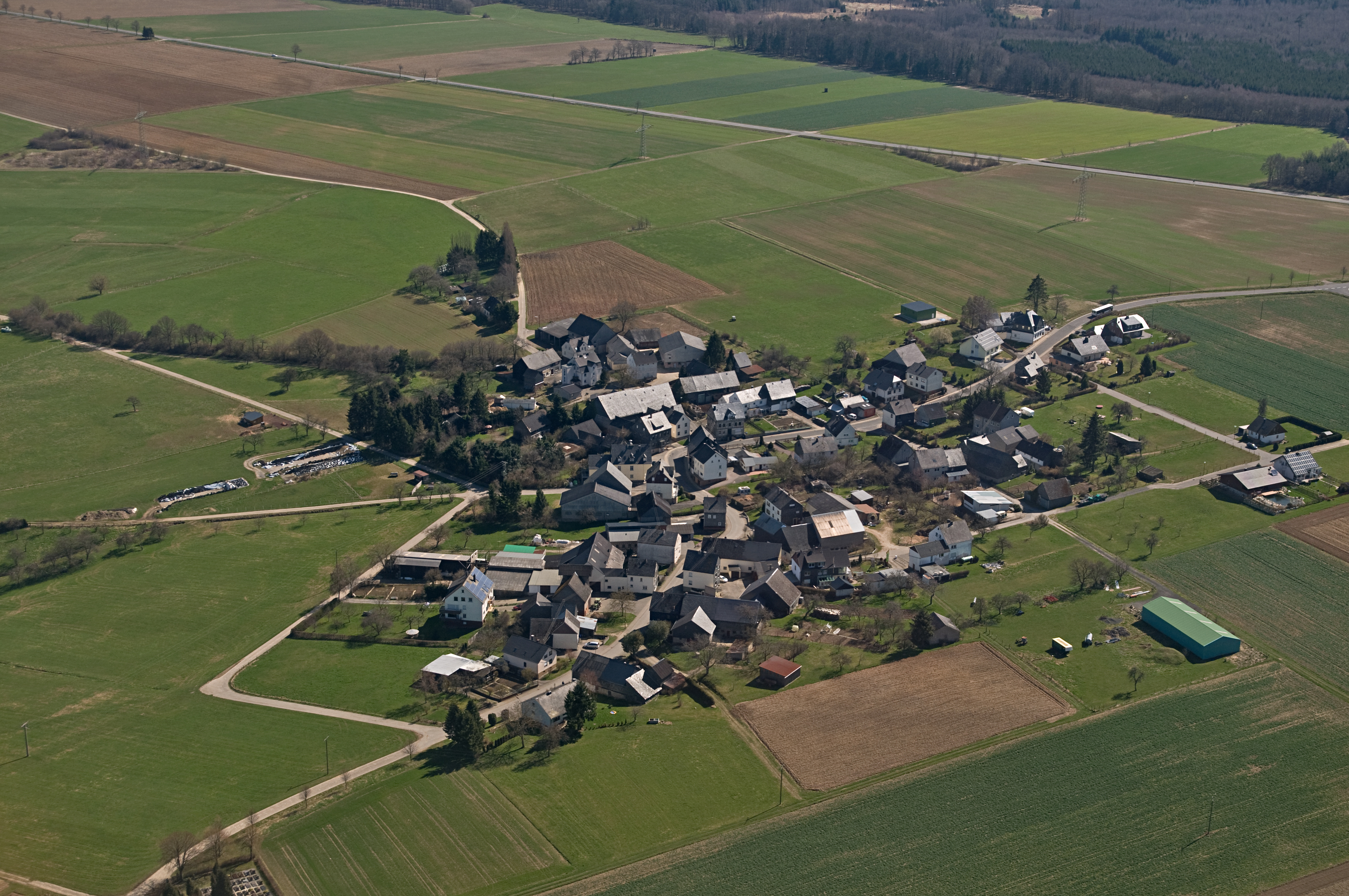
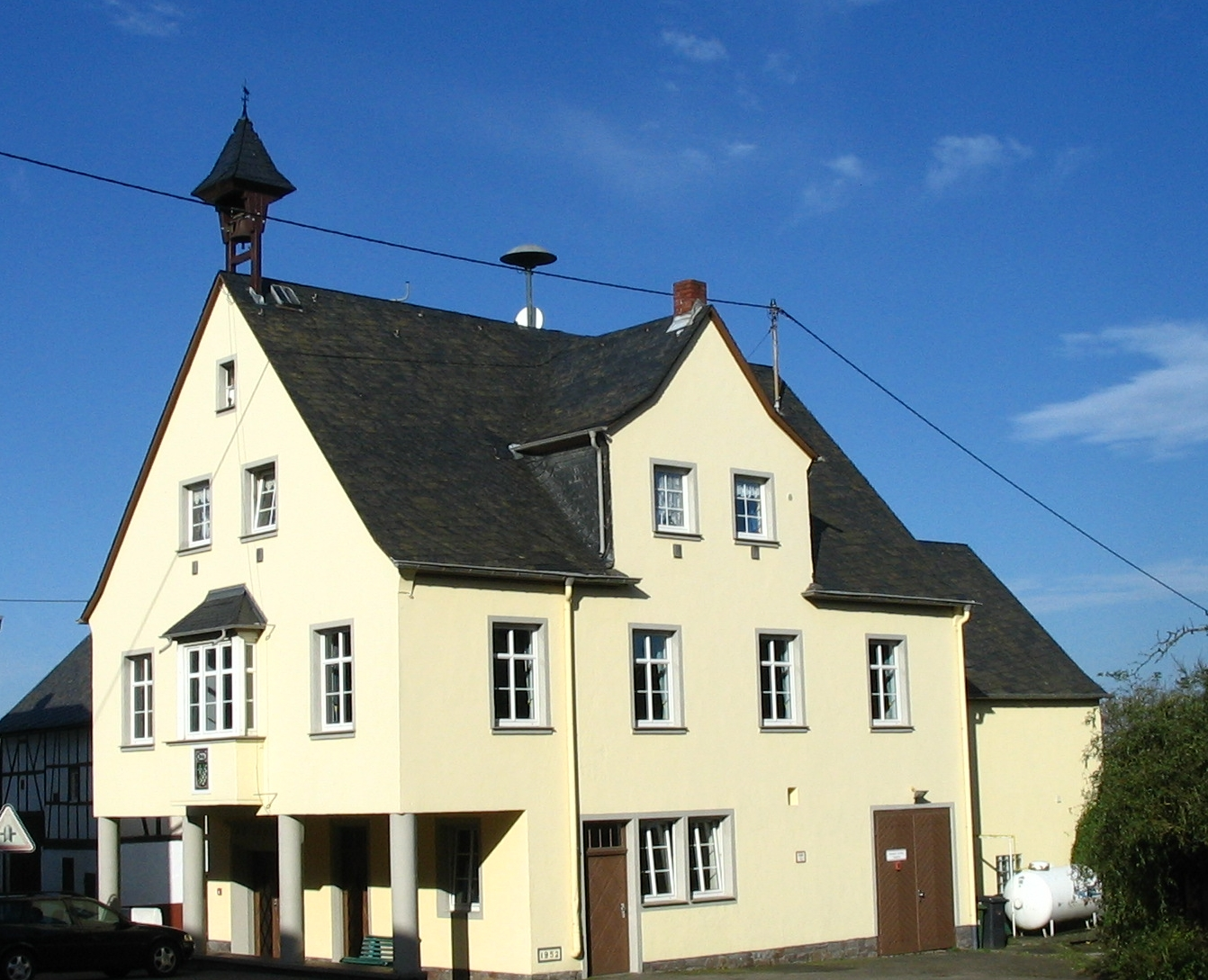